# Deidre Goodwin
Deidre Goodwin (Oklahoma City, 15 settembre 1969) è un'attrice statunitense.
Ha debuttato al cinema nel 2002, nel noto film musicale Chicago, film che l'ha resa famosa per il ruolo di June, una delle detenute.

## Filmografia parziale

### Cinema
- Chicago, regia di Rob Marshall (2002)
- Across the Universe, regia di Julie Taymor (2007)
- Piacere Dave (Meet Dave), regia di Brian Robbins (2008)
- È complicato (It's Complicated), regia di Nancy Meyers (2009)
- Rabbit Hole, regia di John Cameron Mitchell (2010)
- Fair Game - Caccia alla spia (Fair Game), regia di Doug Liman (2010)
- The Bourne Legacy, regia di Tony Gilroy (2012)
- I Am Michael, regia di Justin Kelly (2015)
- Magic Mike XXL, regia di Gregory Jacobs (2015)
- Ocean's 8, regia di Gary Ross (2018)
- La prima notte del giudizio (The First Purge), regia di Gerard McMurray (2018)

### Televisione
- Conviction - Sex & Law - serie TV, 1 episodio (2006)
- 30 Rock - serie TV, 1 episodio (2008)
- Life on Mars - TV, 3 episodi (2008-2009)
- Law & Order - Unità vittime speciali (Law & Order: Special Victims Unit) - TV, 1 episodio (2009)
- Rescue Me - serie TV, 1 episodio (2009)
- Nurse Jackie - Terapia d'urto (Nurse Jackie) - serie TV, 1 episodio (2010)
- Blue Bloods - serie TV, 1 episodio (2011)
- Believe - serie TV, 1 episodio (2014)
- Elementary - serie TV, 1 episodio (2016)
- Madam Secretary - serie TV, 2 episodi (2017-2018)